# 30 Hudson Yards
30 Hudson Yards, nebo taktéž Severní věž, je kancelářský mrakodrap ležící na západní straně Manhattanu (West Side, New York), v blízkosti předměstí Hell's Kitchen, Chelsea a hlavní železniční stanice Pennsylvania Station. Tato 386,5 metrů vysoká budova je ikonickou součástí developerského projektu, pracujícího na rozvoji nové městské čtvrti Hudson Yards, podél řeky Hudson. K březnu 2020 jde v pořadí o šestý po střechu nejvyšší mrakodrap New Yorku. Slavnostně otevřen byl 15. března 2019.
Pro návrh budovy byla vybrána americká architektonická firma Kohn Pedersen Fox Associates (KPF). Slavnostní zahájení stavby proběhlo 4. prosince 2012. Úvodní práce byly zaměřeny na podzemní platformu, vybudovanou z vodotěsné opěrné konstrukce, jejímž zprostředkovatelem se stala jedna z největších dodavatelských stavebních firem v USA Tutor Perini Corporation. Vstupní hala mrakodrapu (foyer) je obohacena 11 nerez ocelovými, síťově řešenými koulemi visícími ze stropu, reprezentujícími globální jednotu a kulturní rozmanitost. Autorem tohoto díla je španělský umělec Jaume Plensa.
Téměř na vrcholu budovy je umístěna vyhlídková platforma trojúhelníkového tvaru, vyčnívající z fasády mezi 99. a 101. podlažím, ve výšce 335 metrů nad zemí, v hodnotě 510 mil. USD (viz videodokumentace). Jedná se o vůbec nejvyšší nekrytou vyhlídkovou promenádu na západní polokouli, která nabízí nevšední výhled na panorama jihovýchodní části Manhattanu, okolních čtvrtí a New Jersey.
V listopadu 2021 byla otevřena nová atrakce nazvaná City Climb, která nabízí jednu z nejvyšších vyhlídek pod širým nebem. Za 185 $ (k roku 2021 v přepočtu 4000 Kč) mohou milovníci adrenalinu vyšplhat po rohu budovy na nevelkou plošinu nacházející se na samém vrcholu mrakodrapu a pokochat se výhledem ve výšce téměř 387 metrů. Návštěvníci jsou navlečeni do postroje podobného tomu, jaký nosí horolezci, tudíž jištěni lanem. Největší odvážlivci se mohou naklonit přes okraj.